# Pedra de Santo Antônio

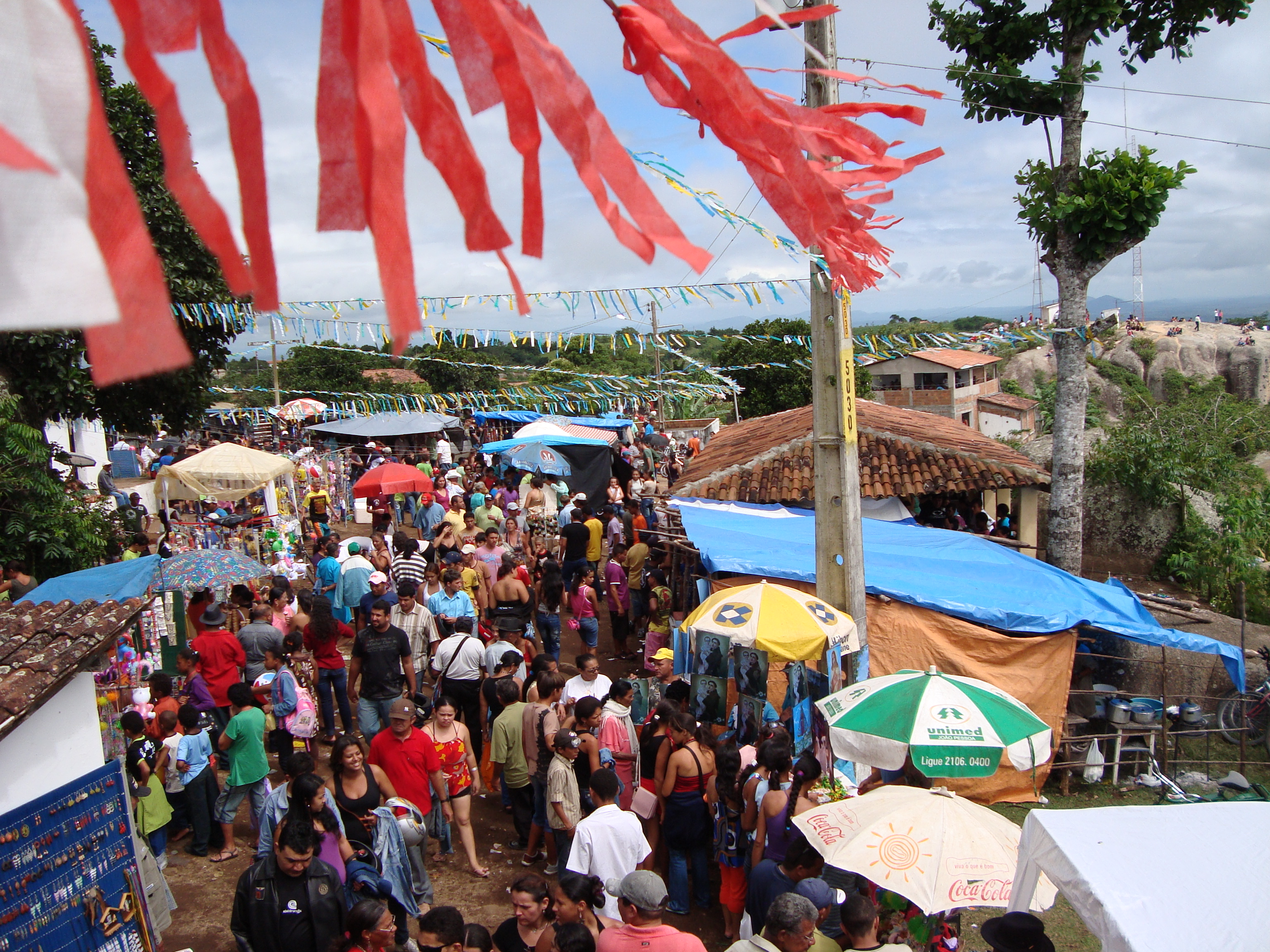
Fiéis em dia de Festa de Santo Antônio

A Pedra de Santo Antônio é um ponto turístico e religioso localizado na Serra do Bodopitá, no município de Fagundes, estado da Paraíba. A pedra tem seu nome em homenagem a Santo António de Lisboa, conhecido como o santo casamenteiro, e é famosa pela tradição que diz que quem passar por debaixo dela três vezes, consegue pretendentes a casamento no próximo ano.

## Historia
Fagundes, um pequeno município do Compartimento da Borborema, situado a 40 km de Campina Grande e a 120 km de João Pessoa, comemora, largamente, as homenagens de milhares de brasileiros a Santo Antônio. Aqui, onde cerca de 30% dos homens têm o nome do frade português que se tornou santo,os namorados, que hoje festejam o seu dia, agradecem a ele de várias maneiras: por tê-los casado, unido ou curado alguns de seus males, principalmente os do coração. Neste recanto da Paraíba, o santinho careca possui sete instrumentos. Ele é invocado não apenas para fazer casar os encalhados, mas para resolver tudo que seus súditos fiéis lhe pedem.
Em meio a um cenário repleto de trilhas ecológicas e monumentos naturais, o recanto atrai, além de turistas aventureiros, milhares de fiéis que agradecem as graças alcançadas em devoção ao "santo casamenteiro".
A Serra do Bodopitá é um recanto preservado com matas e fontes de água doce, constituindo um roteiro atraente para quem gosta de praticar esportes de aventura, como por exemplo o trekking (trilhas pelas matas). Lá os visitantes tem a oportunidade de conhecer o Sítio das Laranjeiras, uma rocha situada à beira de um penhasco, que revela dezenas de pinturas rupestres, feitas pelos índios que habitavam o lugar no passado.
Além das belezas naturais, a região transformou-se num dos mais disputados pontos de peregrinação religiosa do Nordeste, e tudo por causa da Pedra de Santo Antônio. A peregrinação tem início quando os devotos sobem a serra a pé, cobrindo quase dois quilômetros para obter curas de enfermidades, fazer pedidos e retribuir graças concretizadas
Os fiéis garantem que, uma vez realizado o sacrifício, no ano seguinte é casamento na certa. Não é à toa que a região ganhou status de milagrosa, graças à aparição inexplicável da imagem do santo. Reza a lenda que ela foi encontrada numa fenda da Pedra por migrantes escravos no século XIX, vindos de Pernambuco. Por três vezes, a imagem foi transferida para a Igreja de Fagundes, mas sempre desaparecia misteriosamente dias depois, tornando a ser encontrada em seu local de origem. No terceiro desaparecimento, a pequena passagem na Pedra tornou-se de difícil acesso e a imagem nunca mais foi vista. Em 1904, foi construída uma igrejinha no lugar, com uma estátua de Santo Antônio. A partir daí, começaram as romarias que ocorrem até os dias de hoje. A cada ano, é cada vez maior o número de fiéis que visitam o templo no mês de junho. Além da festa religiosa, os turistas podem ainda curtir um autêntico forró pé-de-serra, regado, é claro, com muitos pratos típicos.
Para se chegar a cidade de Fagundes, ponto de partida para um roteiro pela interessante Serra do Bodopitá, é preciso pegar a BR-230, em direção a João Pessoa para quem vem a partir da cidade de Campina Grande. Da BR para a cidade são apenas 20 quilômetros aproximadamente em estrada asfaltada e mais 3 km até chegar a Pedra.

## Galeria

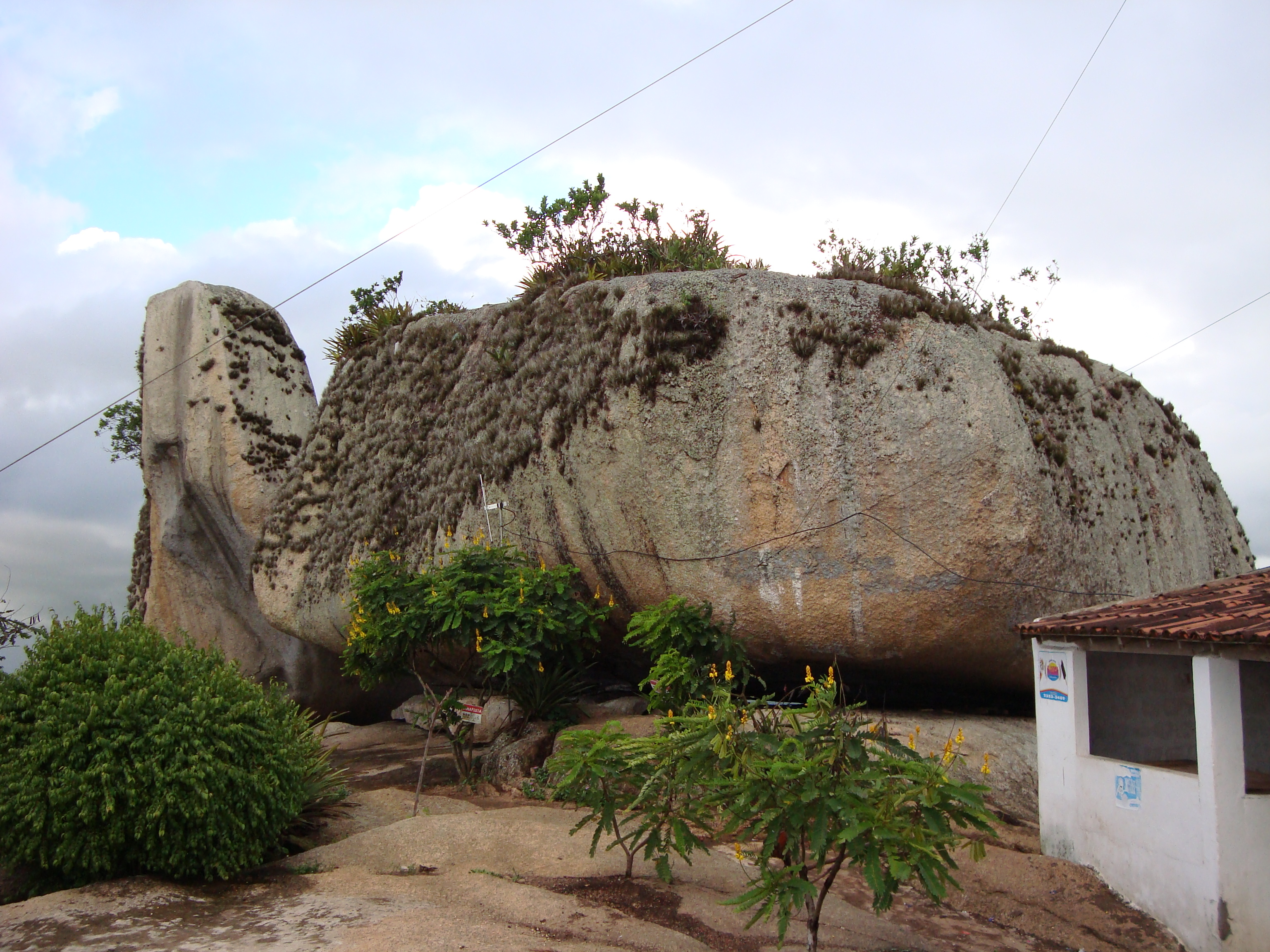
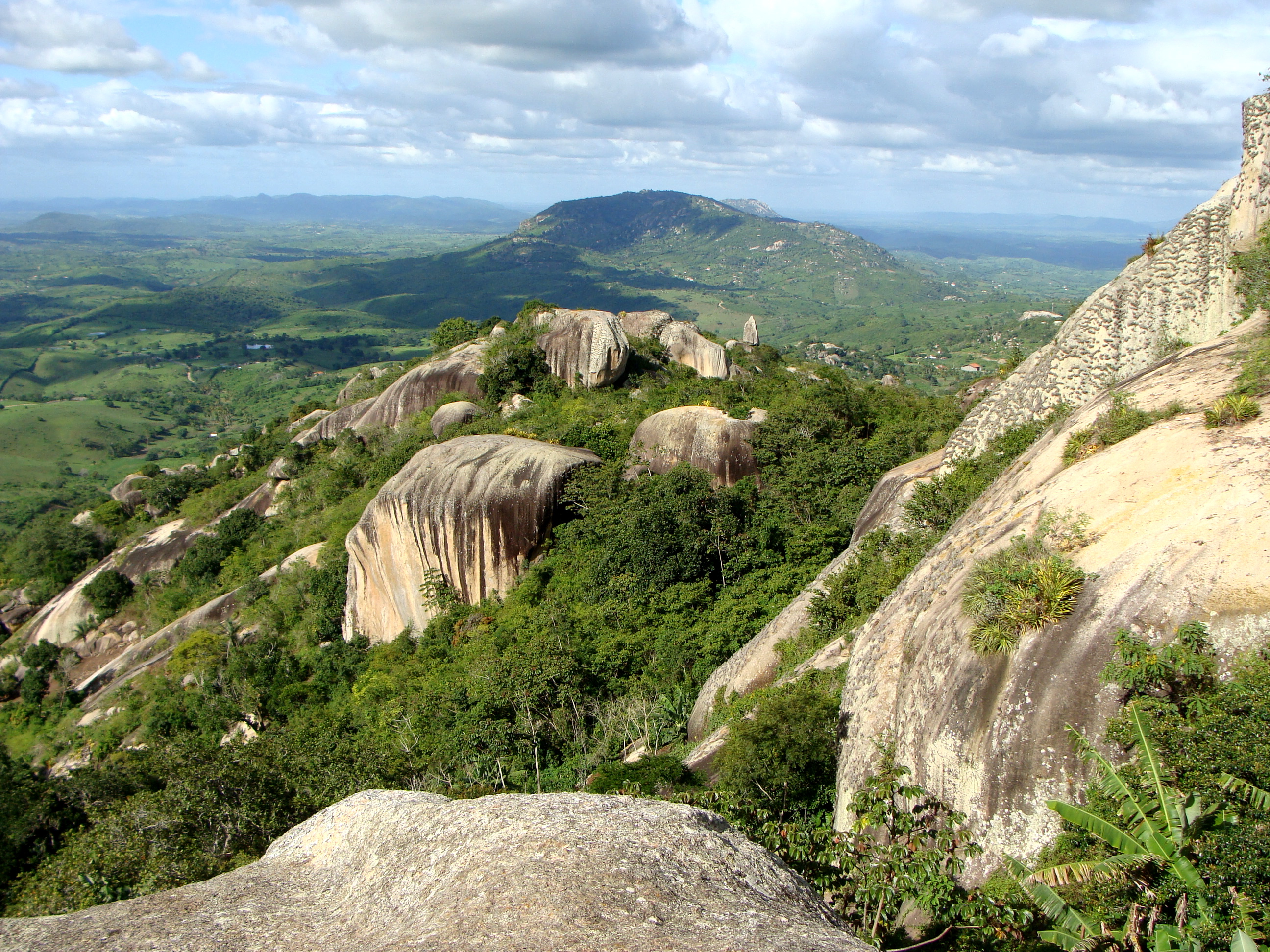
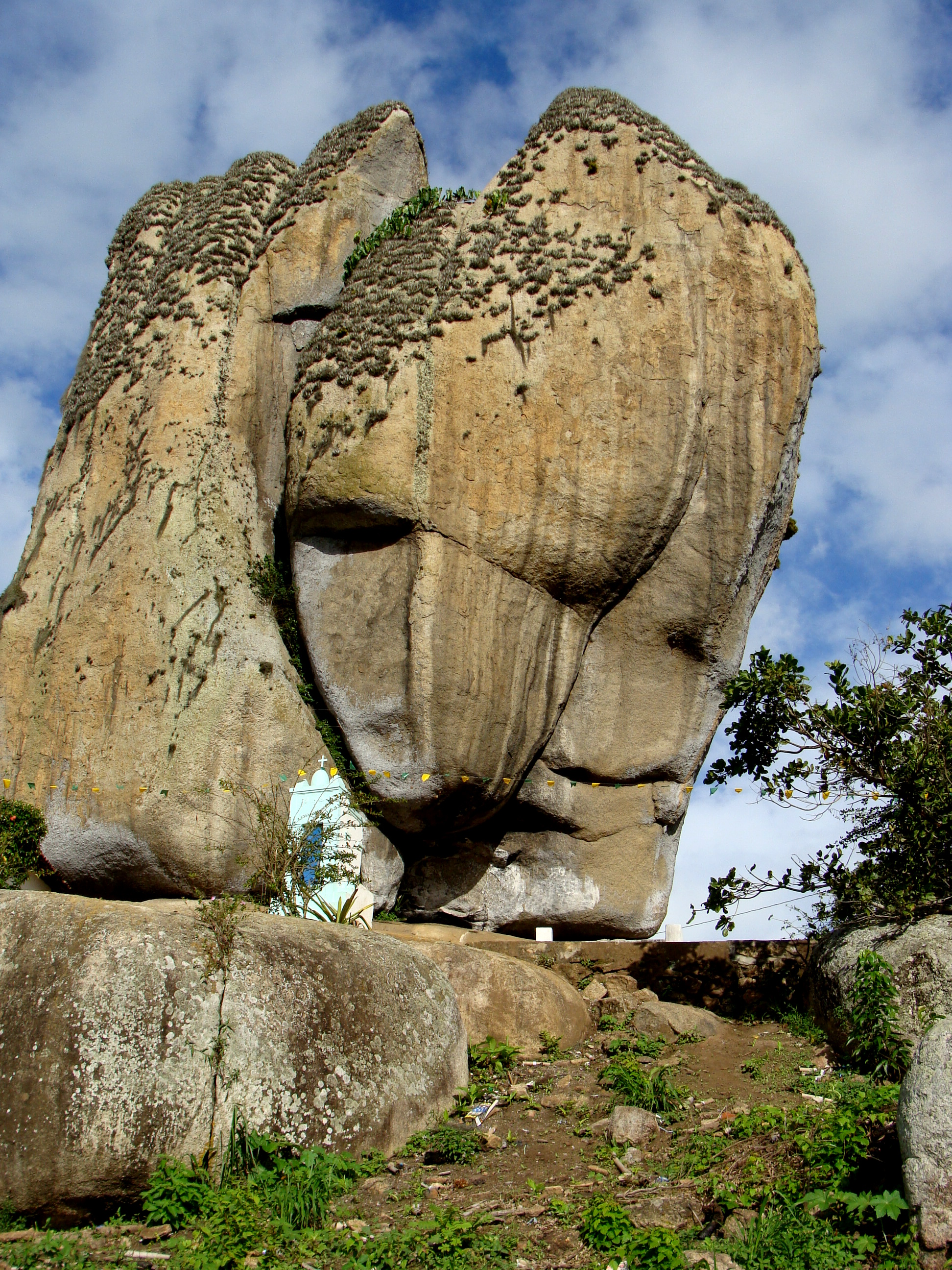